# Maria Celeste Crostarosa
Maria Celeste Crostarosa, właśc. Giulia Crostarosa (ur. 31 października 1696 w Neapolu, zm. 14 września 1755 w Foggi) – włoska zakonnica, mistyczka, założycielka sióstr redemptorystek, błogosławiona Kościoła katolickiego.

## Życie
Była dziesiątym z 12 dzieci Józefa Crostarosy i Pauli Battisty Caldari. Na chrzcie otrzymała imię Julia. Odebrała staranne wykształcenie i formację religijną w domu. W 1718 wraz z siostrą Urszulą wstąpiła do konserwatorium sióstr karmelitanek w Marigliano i rok później złożyła śluby zakonne. Pełniła różne obowiązki w klasztorze: była zakrystianką, furtianką i dwukrotnie mistrzynią nowicjatu. W 1720 do klasztoru wstąpiła trzecia jej siostra - Giovanna. W 1723 na skutek okoliczności zewnętrznych klasztor został zamknięty.
Rok później trzy siostry zostały przyjęte do sióstr wizytek w Scali. Ponownie odbyły nowicjat, a Julia przyjęła imię Maria Celeste. 28 grudnia 1726 złożyły profesję.

### Pierwsze objawienia
25 kwietnia 1725 miała wewnętrzne objawienie o konieczności założenia nowego instytutu zakonnego. Tomasz Falcoia ze Zgromadzenia Pobożnych Robotników, który opiekował się duchowo wspólnotą, po zasięgnięciu rady teologów, potwierdził autentyczność objawień. Objawienia, rozumiane jako zachęta do reformy wspólnoty, po pierwszym zapale napotkały na opór wewnątrz klasztoru, jak i u jego protektorów.
Po przychylnej ocenie objawień przez rekolekcjonistę, Alfonsa Liguori, kapituła klasztoru zatwierdziła nowy Instytut 2 maja 1731. 13 maja przyjęto nową Regułę i od tej chwili istniało nowe zgromadzenie. 6 sierpnia Konserwatorium sióstr wizytek zmieniło nazwę na Zakon Najświętszego Zbawiciela, a po zatwierdzeniu papieskim, w 1750, na Najświętszego Odkupiciela.

### Drugie objawienia i beatyfikacja
4 października 1731 Maria Celeste otrzymała objawienia o założeniu nowego instytutu męskiego przez Alfonsa Liguori. Przejęty tym przyszły biskup i Doktor Kościoła spotkał się z mistyczką i podjął kroki, które doprowadziły do założenia zgromadzenia misyjnego.
W tym czasie nasilały się nieporozumienia z Tomaszem Falcoią, który tymczasem został biskupem. Próbował on narzucić nowej wspólnocie swoje reguły i kierownictwo duchowe.  Zdecydowany sprzeciw wobec przymusowego kierownictwa Marii Celeste doprowadził do wydalenia jej ze wspólnoty wraz z rodzonymi siostrami.
Trzy siostry znalazły schronienie w konserwatorium dominikanek w Pareti. Wkrótce Maria Celeste została przełożoną sióstr, ale 7 listopada 1735 podjęła się założenia nowej fundacji w Roccapiemonte. W 1738 fundacja została przeniesiona do Foggi.
26 marca 1742 odbyły się pierwsze obłóczyny według nowej Reguły. Odnawiła kontakty z Alfonsem Liguori. W 1744 założyła nowy klasztor w Deliceto.
Maria Celeste Crostarosa zmarła 14 września 1755 w Foggi, w święto Podwyższenia Krzyża. Jej ciało złożono w krypcie kościoła, a na murze umieszczono tablicę  z łacińskim napisem: Na wieczną pamięć Marii Celeste od Najświętszego Zbawiciela, Julii Crostarosy, Założycielki, Mistrzyni, Przełożonej tegoż Konserwatorium Dziewic.  Trwa jej proces beatyfikacyjny. 11 sierpnia 1901 rozpoczął się jej proces beatyfikacyjny. 14 grudnia 2015 papież Franciszek podpisał dekret uznający cud za jej wstawiennictwem. 18 czerwca 2016 w Foggi pod przewodnictwem kard. Angelo Amato (w imieniu papieża Franciszka) odbyła się beatyfikacja s. Marii Celeste Crostarosy.
Jej wspomnienie liturgiczne obchodzone jest 13 września (dies natalis).

## Dzieło
Założycielka Zgromadzenia Najświętszego Odkupiciela w Regułach zawarła główne przesłanie swej drogi duchowej.
Naśladować Chrystusa, aby być Jego pamiątką na ziemi.

Wyryjcie więc w waszym duchu Jego życie; naśladując Go, upodobnijcie się naprawdę do Niego
 i bądźcie na ziemi żywymi wizerunkami mojego umiłowanego Syna - jedynie On jest waszą Głową i waszym Początkiem.

Pozostawiła po sobie szereg pism, które dopiero współcześnie są opracowywane i wydawane w serii Testi i Studi Crostarosiani.
W języku polskim dostępna jest Autobiografia i Rozmowy duszy z Jezusem.